# كين هند
كين هند (بالإنجليزية: Ken Hind)‏ هو سياسي بريطاني، ولد في 15 سبتمبر 1949. حزبياً، نشط في حزب المحافظين. في الانتخابات العمومية للمملكة المتحدة 1983 ‏، انتخب عضو البرلمان التاسع والأربعون للمملكة المتحدة عن دائرة لانكاشير الغربية خلال فترته النيابية ‏ (9 يونيو 1983 – 18 مايو 1987) وفي الانتخابات العمومية للمملكة المتحدة 1987 ‏، انتخب عضو البرلمان الخمسون للمملكة المتحدة عن دائرة لانكاشير الغربية خلال فترته النيابية ‏ (11 يونيو 1987 – 16 مارس 1992).